# Obnica
L'Obnica (en serbe en écriture cyrillique : Обница) est une rivière de l'ouest de la Serbie. Elle constitue un des bras formant la rivière Kolubara et coule sur 25 km. L'Obnica fait partie du bassin versant de la mer Noire.

## Géographie
L'Obnica prend sa source dans la région de Podgorina, à l'ouest de la Serbie, sur la montagne de Povlen et au pied du mont Medvednik. Elle coule en direction du nord, en direction du village de Bobova, puis infléchit sa course vers l'ouest. Dans cette partie de son cours, la rivière est également connue sous le nom de Jadar. À Valjevo, elle rencontre la rivière Jablanica, venue du sud, pour former avec elle la Kolubara.